# Canales de Arriola
Los canales de Arriola son una obra de ingeniería civil que se inauguró en 1983. Dichos canales discurren 31.8 kilómetros íntegramente en la provincia de León, permitiendo el riego de 4.050 hectáreas con agua dulce proveniente del embalse del Porma. El uso principal del agua es la agricultura.

## Datos técnicos[1]
- Longitud: 31,8 kilómetros

- Superficie dominada: 6.511 hectáreas

- Superficie regada: 4.050 hectáreas

- Caudal máximo en origen: 8 m³/s